# لقطية
اللَقطيّة هي واحدة من أبسط ألعاب الأطفال، وغالباً ما تُلعب بين الأطفال أو بين الوالدين والطفل، حيث يقوم المشاركون برمي كرة أو كيس فول أو صحن طائر أو شيء مشابه ذهاباً وإياباً لبعضهم البعض.